# Papilio natewa
Espèce
Statut de conservation UICN

VU : Vulnérable
Papilio natewa ou Machaon de Natewa est une espèce de lépidoptères (papillons) de la famille des Papilionidae endémique de la péninsule de Natewa sur l'île de Vanua Levu aux Fidji,, et n'a été découverte qu'en 2018. L'espèce est considérée comme vulnérable par l'UICN en raison de sa faible répartition, des risques de destruction de son environnement et de la menace que pourrait faire peser sur elle des collectionneurs peu scrupuleux.

## Systématique
L'espèce Papilio natewa a été décrite en 2018 par les entomologistes John Tennent (d), Visheshni Chandra (d) et Chris J. Müller (d).

## Description
La chenille a cinq stades et porte une paire de cornes sur la tête et une autre à l'arrière du corps. La chrysalide est brune et maintenue par une ceinture de soie.

## Publication originale
- (en) W. John Tennent, Visheshni Chandra et Chris J. Müller, « A remarkable new swallowtail butterfly from Fiji (Lepidoptera, Papilionidae) », Nachrichten des Entomologischen Vereins Apollo,‎ octobre 2018, p. 53-61 (ISSN 0723-9912)